# Высшая мера (фильм, 1925)
«Высшая мера» (англ. Capital Punishment) — немой чёрно-белый фильм 1925 года. Долгое время считался утерянным, но между 1987 и 1993 годами копия фильма была обнаружена в киноархивах Нидерландов.

## Сюжет
Криминолог Гордон Харрингтон заключает пари на 10 000 долларов со своим приятелем Гарри Филлипсом. Предметом спора является уверенность Харрингтона в том, что ему удастся дискредитировать правосудие и доказать, что к высшей мере наказания нередко приговаривают совершенно невиновных людей. Единственной свидетельницей этого необычного пари оказывается невеста Харрингтона Мона Колдуэлл, к которой также неравнодушен его друг. Филлипс отплывает на яхте, чтобы исчезнуть на некоторое время. Харрингтон нанимает Дэна О'Коннора, недавно вышедшего из тюрьмы, чтобы тот сыграл роль мнимого убийцы Филлипса. О'Коннор соглашается принять участие в этом опасном, но хорошо оплачиваемом спектакле, так как перед свадьбой со своей подружкой Делией Тэйт остро нуждается в средствах.
План Харрингтона срабатывает — Дэна обвиняют в убийстве, судят и приговаривают к смерти на электрическом стуле. Пока он сидит в камере смертников, между Филлипсом и Харрингтоном разгорается ссора, во время которой Харрингтон случайно убивает друга. Мона Колдуэлл предлагает не сообщать ничего полиции и предоставить О'Коннору расплачиваться за преступление, которое тот не совершал. Поняв, что его предали, О'Коннор пытается убедить судей, что всё подстроено, но Харрингтон отрицает своё участие в сговоре. В конце концов Дэну на помощь неожиданно приходит Мона, которая даёт показания против жениха и подтверждает, что именно он убил Филлипса.

## В ролях
| Актёр               | Роль              |
| ------------------- | ----------------- |
| Джордж Хэкэторн     | Дэн О'Коннор      |
| Эллиот Декстер      | Гордон Харрингтон |
| Маргарет Ливингстон | Мона Колдуэлл     |
| Роберт Эллис        | Гарри Филлипс     |
| Клара Боу           | Делия Тейт        |